# Eurytemora lacustris
Eurytemora lacustris is een eenoogkreeftjessoort uit de familie van de Temoridae. De wetenschappelijke naam van de soort is voor het eerst geldig gepubliceerd in 1887 door Poppe.